# رمضان إيميف
رمضان داداييفيتش إيميف (بالروسية: Рамазан Дадаевич Эмеев؛ مواليد 20 مايو 1987) هو مُقاتل فنون قتالية مختلطة روسي.

## وصلات خارجية
- رمضان إيميف على موقع يو إف سي (الإنجليزية)
- رمضان إيميف على موقع شيردوغ (الإنجليزية)
- رمضان إيميف على موقع Tapology.com (الإنجليزية)
- رمضان إيميف على موقع IMDb (الإنجليزية)